# デイル・ヤシーン事件
デイル・ヤシーン事件（デイル・ヤシーンじけん、דיר יאסין, مذبحة دير ياسين）は、第一次中東戦争直前の1948年4月9日、当時イギリスの委任統治領であったパレスチナのエルサレム近郊のデイル・ヤシーン村（ダイル・ヤーシーン、دير ياسين Dayr Yāsīn。デイル・ヤーシンとも書かれる。現在は西エルサレムの一部）で起こったユダヤ人武装組織による住民の虐殺事件。

## 概要
デイル・ヤーシーン村は、イギリス委任統治領パレスチナ政府の統計によると、1945年時点の人口は610人であり、事件当時の人口は、村民の証言から750人前後と推測されている。
事件当時、イギリス委任統治領パレスチナでは、イスラエル独立前から、ユダヤ人とアラブ人間の武装勢力によるテロが激化し、実質上の戦争状態に入っていた。1948年4月、ユダヤ人武装組織イルグン、レヒの部隊が、エルサレム西部のアラブ人村落のデイル・ヤシーン村を包囲し、村を占拠したのち、老人、女性、子供も含む非武装の村民たちを虐殺した。犠牲となった住民の総数は、事件後に出された推定では254人とされ、それが広く流布されていたが、最近の研究では107人から120人の間であると推定する説もある。過大な数字が流布したのは、イルグン・レヒ側が、自発的に虐殺を成果として宣伝したためとしている。
本事件の後、危険を感じた数十万人とも言われるアラブ人住民が現在のイスラエル領を脱出し、ヨルダンやエジプト領のキャンプに逃れ、パレスチナ難民となった。ユダヤ側は直ちに事件を起こしたイルグンを非難する声明を出し、ダヴィド・ベン=グリオンはトランスヨルダンのアブドゥッラー1世国王に謝罪の書簡を送る。また、ユダヤ機関とハガナーは「非常に不愉快な事件」として非難した。しかし、イスラエル領となる地域から大量のアラブ人が脱出したことは、イスラエル建国の上で非常に好都合であったことは否定できず、イスラエル政府はパレスチナ難民の帰還を認めていない。
デイル・ヤシーン村は現在イスラエル領になり、虐殺された犠牲者の土地や財産は、ユダヤ人のものとなっている。

## ダレット計画（Plan Dalet）の存在とシン・ギメルとしてのエツェル
イスラエル系イギリス人の歴史家、作家であるイラン・ペパは著書『パレスチナの民族浄化』にて、以下のような仮説を提唱した。
デイル・ヤシーン事件はそれだけでも忌まわしい事件であるが、実は隠された目的があった。それは、ダレット計画と呼ばれる、イギリス委任統治領パレスチナのアラブ系住民の大量追放計画の実行である。デイル・ヤシーン事件は、その一環として起こされたものであった。つまり、地下テロ組織エツェル（Irgun Tzvai Leumi=民族軍事組織の意のヘブライ語頭文字Alef Tzadik lamedの略：Etzel）はアラブ系住民の中に意図的にパニックを起こすことを意図して行ったのである。これは、イスラエル独立前後の期間にハガナーが数百のアラブ系住民が住む村々に入り、見せしめの殺戮やレイプを行って恐怖をあおり、短時間の間に百万人を超える「移送」を完成させたことの一部である。第一次ラビン内閣時のラビン首相の諜報問題アドバイザーであったレハバム・ゼエビは当時ハガナーの常備部隊であったパルマッハに属しており、この「移送」が行われたことを公然と認めている。しかも、2005年にイスラエル総理府公文書保管局（Ginzach ha-Medina）から発行された、公開公文書集『イスラエル首相イツハク・ラビン、その生涯の一部からの選集』によると、第二次中東戦争開戦直前、当時若き有力将校であったラビンは、エジプトとの開戦を主張するモーシェ・ダヤン参謀総長（当時）の主張に反対してヨルダンとの開戦を主張し、その際、独立戦争中に行われた計画的大量追放と同様に、当時ヨルダン領であったヨルダン川西岸地区のアラブ人を再びヨルダンに「移送」することをベン=グリオン首相兼国防相に提言している。
イスラエル軍人の使う俗語シン・ギメル（門番の意。Shomer Gaderのヘブライ語の頭文字、Shin-gimel）とは、地位の高い者が都合が悪いときに立場の弱い者のせいにして責任をなすりつけることを意味する。そのようなイスラエル軍の思考は、レバノン戦争時、イスラエル軍がベイルートを囲んで、パレスチナ人に恨みを持っているマロン派民兵たちを意図的に難民キャンプに解き放ち、パレスチナ難民の大虐殺を引き起こした事件（サブラー・シャティーラ事件）の説明をシャロン国防相（当時）がイスラエルの国会で行った際、「イスラエル軍の手は汚れていない」と言ってのけたことにも窺える。つまり、ダレット計画においては、非主流派のユダヤ人軍事組織「エツェル（イルグン）」はシン・ギメルであって、真の責任者はベングリオンである。